# Analytical Letters
Analytical Letters, abgekürzt Anal. Lett., ist eine wissenschaftliche Fachzeitschrift, die vom Taylor & Francis-Verlag veröffentlicht wird. Die Zeitschrift erscheint derzeit mit 18 Ausgaben im Jahr. Es werden Artikel aus allen Bereichen der analytischen Chemie veröffentlicht.
Der Impact Factor lag im Jahr 2014 bei 1,030. Nach der Statistik des ISI Web of Knowledge wird das Journal mit diesem Impact Factor in der Kategorie analytische Chemie an 58. Stelle von 74 Zeitschriften geführt.